# Gastkanton
Unter dem Begriff Gastkanton werden meist Gastauftritte eines Schweizer Kantons in Form von kulturellen Darbietungen, Messen oder offiziellen Delegationen zusammengefasst, welche im Rahmen eines regionalen Grossanlasses oder einer Veranstaltung im Ausland mit prominentem Bezug zur Schweizer Geschichte erfolgen.
In der Bundesverwaltung wird der Begriff Gastkanton im Zusammenhang mit dem Sitz internationaler Organisationen verwendet.

## Veranstaltungen (Auswahl)
Ein Beispiel dafür ist das Zürcher Sechseläuten, wo die Tradition des Gastkantons 1991 anlässlich der 700-Jahrfeier der Schweiz eingeführt wurde. Für 2024 ist der Kanton Appenzell Ausserrhoden als Gastkanton vorgesehen, der zunächst für 2021 geplant war, als das Sechseläuten infolge der Corona-Epidemie abgesagt werden musste. Das Knabenschiessen hat jeweils auch einen Gastkanton, aus dem dann Jugendliche teilnehmen. Ein Beispiel für Gastkanton-Auftritte im Ausland bildet der Gedenktag des Sacco di Roma zur jährlichen Vereidigung der Schweizergarde in der Vatikanstadt. Auch bei der Weltausstellung Expo 2015 waren vier Gebirgskantone als Gastkantone beteiligt. An der Expo.02 bekamen die Kantone das Thema «Mythos und Gegenwart» vorgegeben. Alte Vorurteile sollten an den 18 durchgeführten Kantonstagen ab- und neue Kontakte aufgebaut werden.
Bereits seit 1950 gibt es an der St. Galler OLMA einen jährlichen Gastkanton. Im Jahr 2023 war dies der Kanton Tessin, für 2024 ist der "Heimat"-Kanton St. Gallen als Gastgeber vorgesehen. Auf der Muba (Mustermesse Basel) wurde bis zu ihrer Auflösung 2019 jeweils ein Gastkanton eingeladen. Auch auf der Comptoir Suisse, der grössten Herbstmesse in der Romandie, werden regelmäßig Gastkantone eingeladen.

## Sitz internationaler Organisationen
Vereinzelt wird der Begriff Gastkanton von der Bundesverwaltung verwendet, um den Kanton zu bezeichnen in dem eine internationale Organisation ihren Sitz hat. So wird beispielsweise gesagt, dass der Bund nur Renovierungen der Gebäude internationaler Organisationen finanziert, "zu denen auch der Gastkanton und die Gaststadt einen wesentlichen Beitrag leisten."